# Cellule de Kupffer

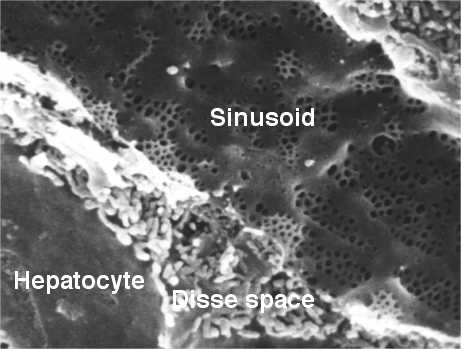
Vaisseaux sinusoïdes de foie (de rat), entretenus par les cellules de Küpfer ; on aperçoit ici les cellules endothéliales fenêtrées (percées de trous) qui permettent au foie de jouer son rôle de détoxication de l'organisme.

structure typique du foie

Les cellules de Kupffer sont les macrophages  résidents appartenant au groupe des macrophages hépatiques et notamment au lobule hépatique où elles sont très nombreuses (jusqu'à environ 30 % de toutes les cellules hépatiques chez l'être humain). Elles se déforment et émettent un certain nombre de prolongements cytoplasmiques.
Elles tirent leur nom de celui de Karl Wilhelm von Kupffer qui les a décrites (en 1876) pour la première fois.
On les classe parmi les cellules dites réticulo-endothéliales, qui possèdent des propriétés macrophagiques et parmi les « macrophages stellaires » (en raison de leur forme en étoile).

## Fonctions
Leur principal rôle est de phagocyter les microbes qui auraient pénétré le foie, ou certains déchets métaboliques afin d'épurer le sang des débris cellulaires tels que les hématies âgées et les restes d'hémoglobine. Ils éliminent divers corps nécrotiques et corps apoptotiques qui seraient produits par le foie, ce qui permet d'éviter respectivement l'infection du foie ou sa nécrose.
Elles jouent aussi un rôle dans l'immunité adaptative.

## Origine et cycle vital
Les cellules de Kupffer sont des macrophages embryonnaires. Ils dérivent directement de cellules de la vésicule vitelline et sont capables d'auto-renouvellement et de maintenance indépendamment des monocytes. Les avancées technologiques récentes ont permis le rejet définitif du système phagocytaire mononucléaire affirmant que les macrophages résidents dérivés des  et la reconnaissance des macrophages résidant dans les tissus en tant que populations uniques indépendantes de la différenciation monocytaire ,,,.
Les macrophages résidant dans les tissus de la plupart des organes humains sont établis au cours de l'embryogenèse et maintenus par auto-renouvellement . Les macrophages résidant dans les tissus sont uniques dans leur capacité à réintégrer le cycle cellulaire en tant que cellules entièrement différenciées .
On retrouve des cellules de Küpfer dans les capillaires à endothéliums discontinus ou sinusoïdes (lame basale discontinue), qui irriguent et drainent le foie, plus précisément dans ce qu'on appelle : l'espace de Disse. L'espace de Disse est situé entre un hépatocyte et un vaisseau sanguin. Cet espace comprend également des cellules d'Ito (ou cellules stellaires)[réf. souhaitée]. La cohésion de cet ensemble est assurée par un feutrage de collagène III. Ce schéma est retrouvé dans les organes type lymphoïdes et hématopoïétique, comme le foie et la rate[réf. souhaitée].

## Activation
Ces cellules sont activées par diverses substances ou toxines dont :
- les cytokines pro-inflammatoires (dont TNFa, IL (interleukine) 6, IL8, y compris en réponse à l'alcoolisme ;
- des endotoxines ; Le LPS (lipopolysaccharide) dans la veine porte déclenche une forte inflammation avec forte production de cellules de Küpffer ;
- l’acétaldéhyde ;
- les produits de la péroxydation lipidique ;
- le facteur de transactivation NF (nuclear factor)jB ;
- le fer.

Ces facteurs peuvent dans une certaine mesure se réguler entre eux.

## Pathologies
Les cellules de Küpffer peuvent être endommagées par certaines maladies (ex : hémochromatose).
Elles sont notamment impliquées dans les effets de l'alcoolisme sur le foie (cirrhose) à la suite de la production d'endotoxine dans le foie exposé à l'alcool éthylique

## Scintigraphie hépatique
La scintigraphie hépatique est facilitée par les cellules de Kupffer qui absorbent le produit radioactif injecté dans le sang (de même que les hépatocytes), permettant notamment de diagnostiquer d'éventuelles tumeurs du foie ou certaines autres anomalies.